# Sociodemografia
La sociodemografia és una branca de la demografia que estudia amb especial atenció les causes i les implicacions socials de la dinàmica de la població. Immediatament va tendir a agafar els seus conceptes i mètodes de la sociologia, i en particular de la sociologia de les relacions socials, de les generacions i de la salut.
A la sociodemografia examinem els comportaments, les cultures i les interaccions d'una comunitat o grup.